# Sunbeam 1000 hp
Sunbeam 1000 hp (інша назва — Sunbeam 1000HP Mystery або англ. The Slug — «куля») — британський рекордовий автомобіль, виготовлений автомобільною компанією Sunbeam Motor Car Company. Автомобіль було виконано в єдиному примірнику і оснащено двома авіаційними двигунами. Це був перший автомобіль, що подолав бар'єр 200 миль/год (325 км/год). Експонується у Національному автомобільному музеї (місто Б'юлі, графство Гемпшир, Англія).

## Конструкція
Команді компанії Automobiles Talbot France під керівництвом Луїса Коаталена, що працювала над проєктом автомобіля, бракувало коштів, тому розробка нового двигуна була неможливою. Були використані авіаційні двигуни Sunbeam Matabele з робочим об'ємом 22,4 літри. Хоча у назві боліда й фігурувало позначення «1000 hp» (1000 к. с.), фактична потужність силової установки становила приблизно 900 к. с. (670 кВт). Один двигун було встановлено перед пілотом, а другий — за ним. Спочатку повітрям запускався задній двигун, потім через механічну фрикційну муфту запускався передній. Після синхронізації вали блокувались разом пружинно-кулачковою муфтою.
Спроєктував автомобіль капітан Джек Ірвінг. У конструкції були використані нові технічні рішення, серед яких — кузов з покращеною аеродинамікою. Автомобіль також мав спеціальні шини, здатні витримати швидкість 200 миль/год, хоча на таких швидкостях вони могли працювати лише три з половиною хвилини. Ще однією особливістю була головна передача на задній міст за допомогою двох ланцюгів.
За декілька тижнів до встановлення рекорду поширювався слух, що інженер і гонщик Джон Паррі-Томас був обезголовлений таким ланцюгом, що розірвався у його автомобілі «Babs». Однак розслідування показало, що вийшло з ладу заднє праве колесо, в результаті чого «Babs» перекинувся. На автомобілі «Sunbeam 1000 hp» ланцюги були поміщені у сталевий броньований корпус.

## Рекорд
«Sunbeam 1000 hp» став першим автомобілем неамериканського походження, що проїхав трасою Дейтона-Біч для встановлення рекорду швидкості. 29 березня 1927 року Генрі Сігрейв встановив новий рекорд швидкості — 203,79 миль/год (327,97 км/год), ставши першим, хто досягнув швидкості у понад 200 миль за год (325 км/год).
У 90-у річницю встановлення Сігрейвом першого рекорду у березні 2016 року його «Sunbeam 1000 hp» було привезено на пляж Ейнсдейл, де цей рекорд було встановлено.